# Bioaugmentation
Der Begriff Bioaugmentation ist eine Strategie der Renaturierungsökologie und bezeichnet das Einbringen von Mikroorganismen als Starterkulturen in Bodenmaterial. Dabei fungieren die Bakterien und anderen Organismen als Grundlage zum Aufziehen eines Kulturmediums. 
Ziel ist es, einen unbelebten Boden mittels eines Spülmittels und dem Medium Wasser zum Stoffwechsel anzuregen.
Eingesetzt wird der Prozess bei der Sanierung und Reinigung von Böden. Die Verunreinigungen können verschiedener toxischer Natur sein.
Aquarianern ist Bioaugmentation ebenfalls bekannt: Traditionell wird eine Portion Mulm aus einem eingefahrenen Becken in ein frisch aufgestelltes gegeben; die im Mulm enthaltenen Mikroorganismen bzw. deren Sporen dienen als Starterkulturen zur Besiedelung des neuen Aquariums zur schnelleren Erzielung eines Gleichgewichts. Heute gibt es solche Starterkulturen im Handel als Flüssigpräparate.